# Mikie Hara
Mikie Hara (原 幹恵 Hara Mikie?, nacido el 3 de julio de 1987 en Murakami, Niigata, Japan)) es una ídolo japonés y actriz.

## Carrera
Su papel debut fue en  Cutie Honey: The Live  como el papel principal de Honey Kisaragi / Cutie Honey.

## Filmografía

### Películas
| Año  | Título      | Personaje | Notas                                                                                 |
| ---- | ----------- | --------- | ------------------------------------------------------------------------------------- |
| 2012 | Afro Tanaka | -         | junto a Shōta Matsuda, Nozomi Sasaki, Kei Tanaka, Atsushi Tsutsumishita y Kaname Endo |